# Мутижар (Калинковичский район)
Мутижар (бел. Муціжар) — деревня в Великоавтюковском сельсовете Калинковичского района Гомельской области Беларуси.

## География

### Расположение
В 43 км на восток от Калинкович, 10 км от железнодорожной станции Макановичи (на линии Жлобин — Калинковичи), 110 км от Гомеля.

### Гидрография
На юге и западе мелиоративные каналы, на западе река Вить (приток реки Припять).

## Транспортная сеть
Транспортные связи по просёлочной, затем автомобильной дороге Гомель — Лунинец. Планировка состоит из криволинейной улицы, ориентированной с юго-запада на северо-восток, к которой присоединяется короткая улица. Застройка двусторонняя деревянная усадебного типа.

## История
По письменным источникам известна с начала XIX века как деревня в Автючевской волости Речицкого уезда Минской губернии. В 1850 году владение дворянина Аскерко. В 1876 году хозяин владел в деревне и окрестностях 3939 десятинами земли. В 1879 году обозначена в числе селений в Хобненском церковном приходе. Согласно переписи 1897 года действовали школа грамоты и хлебозапасный магазин. Рядом находился фольварк Старо-Мутижар.
С 8 декабря 1926 года по 10 ноября 1927 года центр Мутижарского сельсовета Юровичского района Речицкого, с 9 июня 1927 года Мозырского округов. В 1929 году организован колхоз «Победа», работала кузница. Во время Великой Отечественной войны в июне 1943 года оккупанты сожгли деревню и убили 3 жителей. 55 жителей погибли на фронте. Согласно переписи 1959 года в составе колхоза «Заря» (центр — деревня Хобное). До 31 декабря 2009 года в составе Хобненского сельсовета.

## Население

### Численность
- 2004 год — 52 хозяйства, 70 жителей.

### Динамика
- 1834 год — 9 дворов.
- 1850 год — 16 дворов 73 жителя.
- 1897 год — 168 жителей (согласно переписи).
- 1908 год — 39 дворов, 214 жителей.
- 1930 год — 76 дворов, 388 жителей.
- 1940 год — 110 дворов.
- 1959 год — 532 жителя (согласно переписи).
- 2004 год — 52 хозяйства, 70 жителей.